# اسامه حسین
اسامه حسین (عربی: أسامة حسين سلطان عبدالله؛ زادهٔ ۱۱ اوت ۱۹۷۰) بازیکن فوتبال اهل کویت است.
از باشگاه‌هایی که در آن بازی کرده‌است می‌توان به باشگاه ورزشی العربی کویت اشاره کرد.
وی به همراه تیم ملی فوتبال کویت در بازی‌های المپیک تابستانی ۱۹۹۲ شرکت کرده است.